# 벤허 (2010년 드라마)
벤허(Ben Hur)는 2010년에 방영된 벤허의 TV 시리즈이다.

## 한국판 성우진(KBS)
- 김승준 - 벤허(조셉 모건)
- 김일 - 멧살라(스티븐 캠벨 무어)
- 김규식 - 아그리파(제임스 포크너)
- 이근욱 - 황제(벤 크로스)
- 노민 - 아리우스(레이 윈스톤)
- 이호인 - 총독(휴 보네빌)
- 손정아 - 벤허의 엄마(알렉스 킹스턴)
- 황원 - 시모니데스(시몬 앤드루)
- 배정미 - 디르샤(크리스틴 크룩)
- 오수경 - 아테네(루시아 지메네즈)
- 윤세웅 - 다윗(마크 워렌)
- 임진응 - 가이우스(크리스틴 홀든-라이드)
- 홍진욱 - 일데림(아트 말릭)
- 이현주 - 에스더(에밀리 반캠프)
- 이광수 - 예수(줄리안 케이시)